# Danh sách Tổng thống Hoa Kỳ

Con dấu Tổng thống

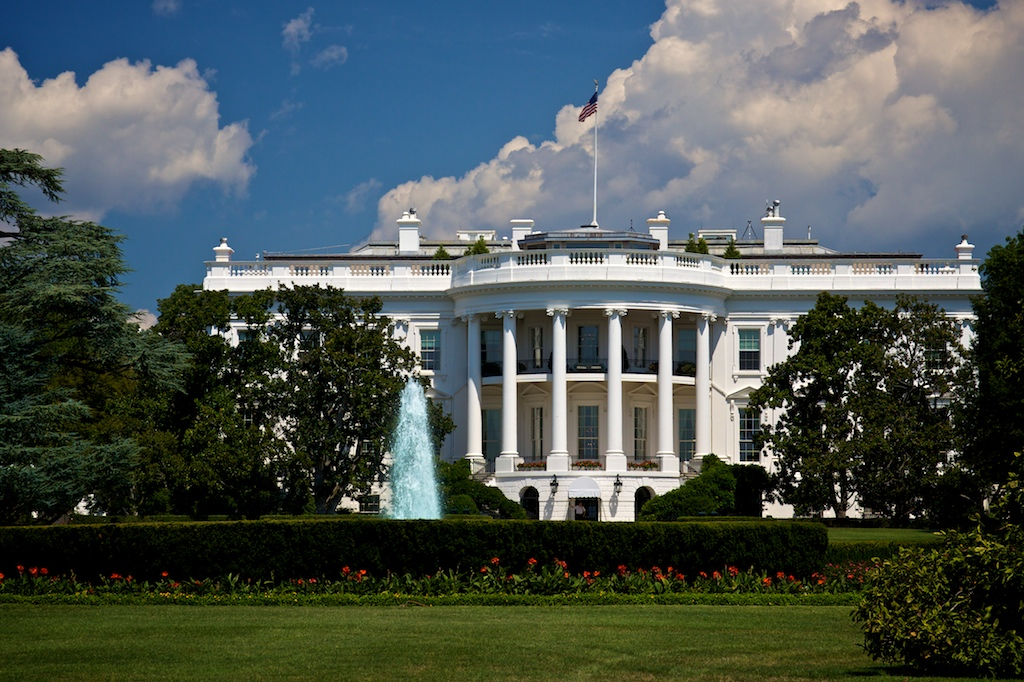
Nhà Trắng là nơi ở chính thức của Tổng thống và trung tâm của chính phủ.

Theo Hiến pháp Hoa Kỳ, Tổng thống Hoa Kỳ là người đứng đầu nhà nước và chính phủ Hoa Kỳ, cũng là người đứng đầu hành pháp và chính phủ liên bang toàn thể, tổng thống là chức vụ chính trị cao nhất tại Hoa Kỳ. Tổng thống cũng là Tổng tư lệnh của các lực lượng vũ trang Hoa Kỳ. Tổng thống phải ít nhất 35 tuổi, đã từng sống ở Hoa Kỳ trong 14 năm và là công dân Hoa Kỳ. 
Đã có 45 người giữ chức vụ tổng thống Hoa Kỳ nhưng số lượng đời tổng thống lại là 47, vì Grover Cleveland phục vụ hai nhiệm kỳ không liên tiếp và được tính theo thứ tự là đời tổng thống thứ 22 và thứ 24 của Hoa Kỳ, và Donald Trump phục vụ hai nhiệm kỳ không liên tiếp và được tính theo thứ tự là đời tổng thống thứ 45 và thứ 47. Do vậy, danh sách dưới đây bao hàm 47 đời tổng thống nhưng thực chất chỉ là 45 người. 
Danh sách này chỉ tính những nhiệm kỳ liên tục của một tổng thống, những người đã tuyên thệ nhậm chức tổng thống sau khi Hiến pháp Hoa Kỳ phê chuẩn, có hiệu lực từ ngày 4 tháng 3 năm 1789. Các nhà lãnh đạo Mỹ trước khi cuộc phê chuẩn này, như Chủ tịch Quốc hội Lục địa sẽ không có trong danh sách. Danh sách này không bao gồm bất kỳ tổng thống tạm quyền nào theo Điều 3 hoặc Điều 4 của Tu chính án Hai mươi lăm của Hiến pháp Hoa Kỳ.
Trong số các cá nhân được bầu làm tổng thống, có bốn người qua đời trong nhiệm kỳ vì bệnh (William Henry Harrison, Zachary Taylor, Warren G. Harding , và Franklin D. Roosevelt), bốn người bị ám sát (Abraham Lincoln, James A. Garfield William McKinley, và John F. Kennedy) và một từ chức (Richard Nixon).
George Washington, tổng thống đầu tiên, đã được bầu làm Tổng thống vào năm 1789 sau một cuộc bỏ phiếu nhất trí của các đại cử tri đoàn. William Henry Harrison là tổng thống tại nhiệm ngắn nhất, ông qua đời 31 ngày sau khi nhận chức năm 1841. Franklin D. Roosevelt có thời gian làm tổng thống dài nhất với hơn mười hai năm, nhưng đã qua đời ngay vào nhiệm kỳ thứ tư trong năm 1945; ông là tổng thống duy nhất đã phục vụ hơn hai nhiệm kỳ. Một sửa đổi hiến pháp, ảnh hưởng đến những Tổng thống sau Harry S. Truman, đã được thông qua để hạn chế số nhiệm kỳ một người có thể được bầu làm Tổng thống. Kể từ khi phê chuẩn Tu chính án Hai mươi hai của Hiến pháp Hoa Kỳ năm 1951, không ai có thể được bầu làm Tổng thống quá hai nhiệm kỳ. Nếu một Tổng thống đương nhiệm qua đời hoặc từ chức, Phó Tổng thống sẽ thay thế. 
Andrew Jackson Tổng thống thứ bảy, là người đầu tiên được bầu bởi những tất cả những tầng lớp nam giới người da trắng vào năm 1828, sau khi hầu hết các luật cấm ngoài luật chủ sở hữu đất có quyền biểu quyết được xóa bỏ. Warren Harding là người đầu tiên được bầu sau khi phụ nữ được quyền bỏ phiếu vào năm 1920. John F. Kennedy là tổng thống đầu tiên là tín hữu Công giáo Rôma, và Barack Obama là tổng thống gốc Phi đầu tiên.
Donald Trump là đương kim Tổng thống, nhậm chức vào ngày 20 tháng 1 năm 2025.

## Danh sách Tổng thống
Đảng
      Không đảng (1)
      Đảng Liên bang (1)
      Đảng Dân chủ Cộng hòa (4)
      Đảng Cộng hòa Quốc gia (1)
      Đảng Dân chủ (16)
      Đảng Whig (4)
      Đảng Cộng hòa (19)
      Đảng Liên hiệp Quốc gia (2)
| Thứ tự | Chân dung                                                   | Tổng thống(Năm sinh – Năm mất)     | Nhiệm kỳ                                                         | Đảng                                                        | Đảng                                                        | Bầu cử               | Phó Tổng thống                                              | Phó Tổng thống                                              |
| ------ | ----------------------------------------------------------- | ---------------------------------- | ---------------------------------------------------------------- | ----------------------------------------------------------- | ----------------------------------------------------------- | -------------------- | ----------------------------------------------------------- | ----------------------------------------------------------- |
| 1      |                                                             | George Washington (1732–1799)      | 30 tháng 4 năm 1789 – 4 tháng 3 năm 1797                         |                                                             | Không đảng                                                  | 1788–1789            |                                                             | John Adams                                                  |
| 1      | 1792                                                        | George Washington (1732–1799)      | 30 tháng 4 năm 1789 – 4 tháng 3 năm 1797                         |                                                             | Không đảng                                                  |                      |                                                             | John Adams                                                  |
| 2      |                                                             | John Adams (1735–1826)             | 4 tháng 3 năm 1797 – 4 tháng 3 năm 1801                          |                                                             | Liên bang                                                   | 1796                 |                                                             | Thomas Jefferson                                            |
| 3      |                                                             | Thomas Jefferson (1743–1826)       | 4 tháng 3 năm 1801 – 4 tháng 3 năm 1809                          |                                                             | Dân chủ Cộng hòa                                            | 1800                 |                                                             | Aaron Burr                                                  |
| 3      | 1804                                                        | Thomas Jefferson (1743–1826)       | 4 tháng 3 năm 1801 – 4 tháng 3 năm 1809                          |                                                             | Dân chủ Cộng hòa                                            | George Clinton       |                                                             |                                                             |
| 4      |                                                             | James Madison (1751–1836)          | 4 tháng 3 năm 1809 – 4 tháng 3 năm 1817                          |                                                             | Dân chủ Cộng hòa                                            | 1808                 |                                                             | George Clinton                                              |
| 4      | Chức vụ bỏ trống 20 tháng 4 năm 1812 – 4 tháng 3 năm 1813   | James Madison (1751–1836)          | 4 tháng 3 năm 1809 – 4 tháng 3 năm 1817                          |                                                             | Dân chủ Cộng hòa                                            | 1808                 |                                                             |                                                             |
| 4      | 1812                                                        | James Madison (1751–1836)          | 4 tháng 3 năm 1809 – 4 tháng 3 năm 1817                          |                                                             | Dân chủ Cộng hòa                                            | Elbridge Gerry       |                                                             |                                                             |
| 4      | 1812                                                        | James Madison (1751–1836)          | 4 tháng 3 năm 1809 – 4 tháng 3 năm 1817                          | Chức vụ bỏ trống 23 tháng 11 năm 1814 – 4 tháng 3 năm 1817  | Dân chủ Cộng hòa                                            |                      |                                                             |                                                             |
| 5      |                                                             | James Monroe (1758–1831)           | 4 tháng 3 năm 1817 – 4 tháng 3 năm 1825                          |                                                             | Dân chủ Cộng hòa                                            | 1816                 |                                                             | Daniel D. Tompkins                                          |
| 5      | 1820                                                        | James Monroe (1758–1831)           | 4 tháng 3 năm 1817 – 4 tháng 3 năm 1825                          |                                                             | Dân chủ Cộng hòa                                            |                      |                                                             | Daniel D. Tompkins                                          |
| 6      |                                                             | John Quincy Adams (1767–1848)      | 4 tháng 3 năm 1825 – 4 tháng 3 năm 1829                          |                                                             | Dân chủ Cộng hòa 4 tháng 3 năm 1825 – 31 tháng 10 năm 1828  | 1824                 |                                                             | John C. Calhoun                                             |
| 6      | Cộng hòa Quốc gia 31 tháng 10 năm 1828 – 4 tháng 3 năm 1829 | John Quincy Adams (1767–1848)      | 4 tháng 3 năm 1825 – 4 tháng 3 năm 1829                          |                                                             |                                                             | 1824                 |                                                             | John C. Calhoun                                             |
| 7      |                                                             | Andrew Jackson (1767–1845)         | 4 tháng 3 năm 1829 – 4 tháng 3 năm 1837                          |                                                             | Dân chủ                                                     | 1828                 |                                                             | John C. Calhoun                                             |
| 7      | Chức vụ bỏ trống 28 tháng 12 năm 1832 – 4 tháng 3 năm 1833  | Andrew Jackson (1767–1845)         |                                                                  |                                                             | Dân chủ                                                     | 1828                 |                                                             |                                                             |
| 7      | 1832                                                        | Andrew Jackson (1767–1845)         |                                                                  | Martin Van Buren                                            | Dân chủ                                                     |                      |                                                             |                                                             |
| 8      |                                                             | Martin Van Buren (1782–1862)       | 4 tháng 3 năm 1837 – 4 tháng 3 năm 1841                          |                                                             | Dân chủ                                                     | 1836                 |                                                             | Richard Mentor Johnson                                      |
| 9      |                                                             | William Henry Harrison (1773–1841) | 4 tháng 3 năm 1841 – 4 tháng 4 năm 1841 (mất khi đang giữ chức)  |                                                             | Whig                                                        | 1840                 |                                                             | John Tyler                                                  |
| 10     |                                                             | John Tyler (1790–1862)             | 4 tháng 4 năm 1841 – 4 tháng 3 năm 1845                          |                                                             | Whig 4 tháng 4 năm 1841 – 13 tháng 9 năm 1841               | –                    | Chức vụ bỏ trống 4 tháng 4 năm 1841 – 4 tháng 3 năm 1845    | Chức vụ bỏ trống 4 tháng 4 năm 1841 – 4 tháng 3 năm 1845    |
| 10     | Không đảng 13 tháng 9 năm 1841 – 4 tháng 3 năm 1845         | John Tyler (1790–1862)             | 4 tháng 4 năm 1841 – 4 tháng 3 năm 1845                          |                                                             |                                                             | –                    | Chức vụ bỏ trống 4 tháng 4 năm 1841 – 4 tháng 3 năm 1845    | Chức vụ bỏ trống 4 tháng 4 năm 1841 – 4 tháng 3 năm 1845    |
| 11     |                                                             | James Knox Polk (1795–1849)        | 4 tháng 3 năm 1845 – 4 tháng 3 năm 1849                          |                                                             | Dân chủ                                                     | 1844                 |                                                             | George M. Dallas                                            |
| 12     |                                                             | Zachary Taylor (1784–1850)         | 4 tháng 3 năm 1849 – 9 tháng 7 năm 1850 (mất khi đang giữ chức)  |                                                             | Whig                                                        | 1848                 |                                                             | Millard Fillmore                                            |
| 13     |                                                             | Millard Fillmore (1800–1874)       | 9 tháng 7 năm 1850 – 4 tháng 3 năm 1853                          |                                                             | Whig                                                        | –                    | Chức vụ bỏ trống 9 tháng 7 năm 1850 – 4 tháng 3 năm 1853    | Chức vụ bỏ trống 9 tháng 7 năm 1850 – 4 tháng 3 năm 1853    |
| 14     |                                                             | Franklin Pierce (1804–1869)        | 4 tháng 3 năm 1853 – 4 tháng 3 năm 1857                          |                                                             | Dân chủ                                                     | 1852                 |                                                             | William R. King                                             |
| 14     | Chức vụ bỏ trống 18 tháng 4 năm 1853 – 4 tháng 3 năm 1857   | Franklin Pierce (1804–1869)        | 4 tháng 3 năm 1853 – 4 tháng 3 năm 1857                          |                                                             | Dân chủ                                                     | 1852                 |                                                             |                                                             |
| 15     |                                                             | James Buchanan (1791–1868)         | 4 tháng 3 năm 1857 – 4 tháng 3 năm 1861                          |                                                             | Dân chủ                                                     | 1856                 |                                                             | John C. Breckinridge                                        |
| 16     |                                                             | Abraham Lincoln (1809–1865)        | 4 tháng 3 năm 1861 – 15 tháng 4 năm 1865 (bị ám sát)             |                                                             | Cộng hòa 4 tháng 3 năm 1861 – 4 tháng 3 năm 1865            | 1860                 |                                                             | Hannibal Hamlin                                             |
| 16     |                                                             | Abraham Lincoln (1809–1865)        | 4 tháng 3 năm 1861 – 15 tháng 4 năm 1865 (bị ám sát)             | Liên hiệp Quốc gia 4 tháng 3 năm 1865 – 15 tháng 4 năm 1865 | 1864                                                        |                      | Andrew Johnson                                              |                                                             |
| 17     |                                                             | Andrew Johnson (1808–1875)         | 15 tháng 4 năm 1865 – 4 tháng 3 năm 1869                         |                                                             | Liên hiệp Quốc gia 15 tháng 4 năm 1865 – 5 tháng 3 năm 1868 | –                    | Chức vụ bỏ trống 15 tháng 4 năm 1865 – 4 tháng 3 năm 1869   | Chức vụ bỏ trống 15 tháng 4 năm 1865 – 4 tháng 3 năm 1869   |
| 17     | Dân chủ 5 tháng 3 năm 1868 – 4 tháng 3 năm 1869             | Andrew Johnson (1808–1875)         | 15 tháng 4 năm 1865 – 4 tháng 3 năm 1869                         |                                                             |                                                             | –                    | Chức vụ bỏ trống 15 tháng 4 năm 1865 – 4 tháng 3 năm 1869   | Chức vụ bỏ trống 15 tháng 4 năm 1865 – 4 tháng 3 năm 1869   |
| 18     |                                                             | Ulysses S. Grant (1822–1885)       | 4 tháng 3 năm 1869 – 4 tháng 3 năm 1877                          |                                                             | Cộng hòa                                                    | 1868                 |                                                             | Schuyler Colfax                                             |
| 18     | 1872                                                        | Ulysses S. Grant (1822–1885)       | 4 tháng 3 năm 1869 – 4 tháng 3 năm 1877                          |                                                             | Cộng hòa                                                    | Henry Wilson         |                                                             |                                                             |
| 18     | 1872                                                        | Ulysses S. Grant (1822–1885)       | 4 tháng 3 năm 1869 – 4 tháng 3 năm 1877                          | Chức vụ bỏ trống 22 tháng 11 năm 1875 – 4 tháng 3 năm 1877  | Cộng hòa                                                    |                      |                                                             |                                                             |
| 19     |                                                             | Rutherford B. Hayes (1822–1893)    | 4 tháng 3 năm 1877 – 4 tháng 3 năm 1881                          |                                                             | Cộng hòa                                                    | 1876                 |                                                             | William A. Wheeler                                          |
| 20     |                                                             | James A. Garfield (1831–1881)      | 4 tháng 3 năm 1881 – 19 tháng 9 năm 1881 (bị ám sát)             |                                                             | Cộng hòa                                                    | 1880                 |                                                             | Chester A. Arthur                                           |
| 21     |                                                             | Chester A. Arthur (1829–1886)      | 19 tháng 9 năm 1881 – 4 tháng 3 năm 1885                         |                                                             | Cộng hòa                                                    | –                    | Chức vụ bỏ trống 19 tháng 9 năm 1881 – 4 tháng 3 năm 1885   | Chức vụ bỏ trống 19 tháng 9 năm 1881 – 4 tháng 3 năm 1885   |
| 22     |                                                             | Grover Cleveland (1837–1908)       | 4 tháng 3 năm 1885 – 4 tháng 3 năm 1889                          |                                                             | Dân chủ                                                     | 1884                 |                                                             | Thomas A. Hendricks                                         |
| 22     | Chức vụ bỏ trống 25 tháng 11 năm 1885 – 4 tháng 3 năm 1889  | Grover Cleveland (1837–1908)       | 4 tháng 3 năm 1885 – 4 tháng 3 năm 1889                          |                                                             | Dân chủ                                                     | 1884                 |                                                             |                                                             |
| 23     |                                                             | Benjamin Harrison (1833–1901)      | 4 tháng 3 năm 1889 – 4 tháng 3 năm 1893                          |                                                             | Cộng hòa                                                    | 1888                 |                                                             | Levi P. Morton                                              |
| 24     |                                                             | Grover Cleveland (1837–1908)       | 4 tháng 3 năm 1893 – 4 tháng 3 năm 1897                          |                                                             | Dân chủ                                                     | 1892                 |                                                             | Adlai Stevenson I                                           |
| 25     |                                                             | William McKinley (1843–1901)       | 4 tháng 3 năm 1897 – 14 tháng 9 năm 1901 (bị ám sát)             |                                                             | Cộng hòa                                                    | 1896                 |                                                             | Garret Hobart                                               |
| 25     | Chức vụ bỏ trống 21 tháng 11 năm 1899 – 4 tháng 3 năm 1901  | William McKinley (1843–1901)       | 4 tháng 3 năm 1897 – 14 tháng 9 năm 1901 (bị ám sát)             |                                                             | Cộng hòa                                                    |                      |                                                             |                                                             |
| 25     | 1900                                                        | William McKinley (1843–1901)       | 4 tháng 3 năm 1897 – 14 tháng 9 năm 1901 (bị ám sát)             |                                                             | Cộng hòa                                                    | Theodore Roosevelt   |                                                             |                                                             |
| 26     |                                                             | Theodore Roosevelt (1858–1919)     | 14 tháng 9 năm 1901 – 4 tháng 3 năm 1909                         |                                                             | Cộng hòa                                                    | –                    | Chức vụ bỏ trống 14 tháng 9 năm 1901 – 4 tháng 3 năm 1905   | Chức vụ bỏ trống 14 tháng 9 năm 1901 – 4 tháng 3 năm 1905   |
| 26     | 1904                                                        | Theodore Roosevelt (1858–1919)     | 14 tháng 9 năm 1901 – 4 tháng 3 năm 1909                         |                                                             | Cộng hòa                                                    | Charles W. Fairbanks |                                                             |                                                             |
| 27     |                                                             | William Howard Taft (1857–1930)    | 4 tháng 3 năm 1909 – 4 tháng 3 năm 1913                          |                                                             | Cộng hòa                                                    | 1908                 |                                                             | James S. Sherman                                            |
| 27     | Chức vụ bỏ trống 30 tháng 10 năm 1912 – 4 tháng 3 năm 1913  | William Howard Taft (1857–1930)    | 4 tháng 3 năm 1909 – 4 tháng 3 năm 1913                          |                                                             | Cộng hòa                                                    | 1908                 |                                                             |                                                             |
| 28     |                                                             | Woodrow Wilson (1856–1924)         | 4 tháng 3 năm 1913 – 4 tháng 3 năm 1921                          |                                                             | Dân chủ                                                     | 1912                 |                                                             | Thomas R. Marshall                                          |
| 28     | 1916                                                        | Woodrow Wilson (1856–1924)         | 4 tháng 3 năm 1913 – 4 tháng 3 năm 1921                          |                                                             | Dân chủ                                                     |                      |                                                             | Thomas R. Marshall                                          |
| 29     |                                                             | Warren G. Harding (1865–1923)      | 4 tháng 3 năm 1921 – 2 tháng 8 năm 1923 (mất khi đang giữ chức)  |                                                             | Cộng hòa                                                    | 1920                 |                                                             | Calvin Coolidge                                             |
| 30     |                                                             | Calvin Coolidge (1872–1933)        | 2 tháng 8 năm 1923 – 4 tháng 3 năm 1929                          |                                                             | Cộng hòa                                                    | –                    | Chức vụ bỏ trống 2 tháng 8 năm 1923 – 4 tháng 3 năm 1925    | Chức vụ bỏ trống 2 tháng 8 năm 1923 – 4 tháng 3 năm 1925    |
| 30     | 1924                                                        | Calvin Coolidge (1872–1933)        | 2 tháng 8 năm 1923 – 4 tháng 3 năm 1929                          |                                                             | Cộng hòa                                                    | Charles G. Dawes     |                                                             |                                                             |
| 31     |                                                             | Herbert Hoover (1874–1964)         | 4 tháng 3 năm 1929 – 4 tháng 3 năm 1933                          |                                                             | Cộng hòa                                                    | 1928                 |                                                             | Charles Curtis                                              |
| 32     |                                                             | Franklin D. Roosevelt (1882–1945)  | 4 tháng 3 năm 1933 – 12 tháng 4 năm 1945 (mất khi đang giữ chức) |                                                             | Dân chủ                                                     | 1932                 |                                                             | John Nance Garner                                           |
| 32     | 1936                                                        | Franklin D. Roosevelt (1882–1945)  | 4 tháng 3 năm 1933 – 12 tháng 4 năm 1945 (mất khi đang giữ chức) |                                                             | Dân chủ                                                     |                      |                                                             | John Nance Garner                                           |
| 32     | 1940                                                        | Franklin D. Roosevelt (1882–1945)  | 4 tháng 3 năm 1933 – 12 tháng 4 năm 1945 (mất khi đang giữ chức) |                                                             | Dân chủ                                                     | Henry A. Wallace     |                                                             |                                                             |
| 32     | 1944                                                        | Franklin D. Roosevelt (1882–1945)  | 4 tháng 3 năm 1933 – 12 tháng 4 năm 1945 (mất khi đang giữ chức) |                                                             | Dân chủ                                                     | Harry S. Truman      |                                                             |                                                             |
| 33     |                                                             | Harry S. Truman (1884–1972)        | 12 tháng 4 năm 1945 – 20 tháng 1 năm 1953                        |                                                             | Dân chủ                                                     | –                    | Chức vụ bỏ trống 12 tháng 4 năm 1945 – 20 tháng 1 năm 1949  | Chức vụ bỏ trống 12 tháng 4 năm 1945 – 20 tháng 1 năm 1949  |
| 33     | 1948                                                        | Harry S. Truman (1884–1972)        | 12 tháng 4 năm 1945 – 20 tháng 1 năm 1953                        |                                                             | Dân chủ                                                     | Alben W. Barkley     |                                                             |                                                             |
| 34     |                                                             | Dwight D. Eisenhower (1890–1969)   | 20 tháng 1 năm 1953 – 20 tháng 1 năm 1961                        |                                                             | Cộng hòa                                                    | 1952                 |                                                             | Richard Nixon                                               |
| 34     | 1956                                                        | Dwight D. Eisenhower (1890–1969)   | 20 tháng 1 năm 1953 – 20 tháng 1 năm 1961                        |                                                             | Cộng hòa                                                    |                      |                                                             | Richard Nixon                                               |
| 35     |                                                             | John F. Kennedy (1917–1963)        | 20 tháng 1 năm 1961 – 22 tháng 11 năm 1963 (bị ám sát)           |                                                             | Dân chủ                                                     | 1960                 |                                                             | Lyndon B. Johnson                                           |
| 36     |                                                             | Lyndon B. Johnson (1908–1973)      | 22 tháng 11 năm 1963 – 20 tháng 1 năm 1969                       |                                                             | Dân chủ                                                     | –                    | Chức vụ bỏ trống 22 tháng 11 năm 1963 – 20 tháng 1 năm 1965 | Chức vụ bỏ trống 22 tháng 11 năm 1963 – 20 tháng 1 năm 1965 |
| 36     | 1964                                                        | Lyndon B. Johnson (1908–1973)      | 22 tháng 11 năm 1963 – 20 tháng 1 năm 1969                       |                                                             | Dân chủ                                                     | Hubert Humphrey      |                                                             |                                                             |
| 37     |                                                             | Richard Nixon (1913–1994)          | 20 tháng 1 năm 1969 – 9 tháng 8 năm 1974 (từ chức)               |                                                             | Cộng hòa                                                    | 1968                 |                                                             | Spiro Agnew                                                 |
| 37     | 1972                                                        | Richard Nixon (1913–1994)          | 20 tháng 1 năm 1969 – 9 tháng 8 năm 1974 (từ chức)               |                                                             | Cộng hòa                                                    |                      |                                                             | Spiro Agnew                                                 |
| 37     | Chức vụ bỏ trống 10 tháng 10 năm 1973 – 6 tháng 12 năm 1973 | Richard Nixon (1913–1994)          | 20 tháng 1 năm 1969 – 9 tháng 8 năm 1974 (từ chức)               |                                                             | Cộng hòa                                                    |                      |                                                             |                                                             |
| 37     | Gerald Ford                                                 | Richard Nixon (1913–1994)          | 20 tháng 1 năm 1969 – 9 tháng 8 năm 1974 (từ chức)               |                                                             | Cộng hòa                                                    |                      |                                                             |                                                             |
| 38     |                                                             | Gerald Ford (1913–2006)            | 9 tháng 8 năm 1974 – 20 tháng 1 năm 1977                         |                                                             | Cộng hòa                                                    | –                    | Chức vụ bỏ trống 9 tháng 8 năm 1974 – 19 tháng 12 năm 1974  | Chức vụ bỏ trống 9 tháng 8 năm 1974 – 19 tháng 12 năm 1974  |
| 38     | Nelson Rockefeller                                          | Gerald Ford (1913–2006)            | 9 tháng 8 năm 1974 – 20 tháng 1 năm 1977                         |                                                             | Cộng hòa                                                    | –                    |                                                             |                                                             |
| 39     |                                                             | Jimmy Carter (1924–2024)           | 20 tháng 1 năm 1977 – 20 tháng 1 năm 1981                        |                                                             | Dân chủ                                                     | 1976                 |                                                             | Walter Mondale                                              |
| 40     |                                                             | Ronald Reagan (1911–2004)          | 20 tháng 1 năm 1981 – 20 tháng 1 năm 1989                        |                                                             | Cộng hòa                                                    | 1980                 |                                                             | George H. W. Bush                                           |
| 40     | 1984                                                        | Ronald Reagan (1911–2004)          | 20 tháng 1 năm 1981 – 20 tháng 1 năm 1989                        |                                                             | Cộng hòa                                                    |                      |                                                             | George H. W. Bush                                           |
| 41     |                                                             | George H. W. Bush (1924–2018)      | 20 tháng 1 năm 1989 – 20 tháng 1 năm 1993                        |                                                             | Cộng hòa                                                    | 1988                 |                                                             | Dan Quayle                                                  |
| 42     |                                                             | Bill Clinton (sinh 1946)           | 20 tháng 1 năm 1993 – 20 tháng 1 năm 2001                        |                                                             | Dân chủ                                                     | 1992                 |                                                             | Al Gore                                                     |
| 42     | 1996                                                        | Bill Clinton (sinh 1946)           | 20 tháng 1 năm 1993 – 20 tháng 1 năm 2001                        |                                                             | Dân chủ                                                     |                      |                                                             | Al Gore                                                     |
| 43     |                                                             | George W. Bush (sinh 1946)         | 20 tháng 1 năm 2001 – 20 tháng 1 năm 2009                        |                                                             | Cộng hòa                                                    | 2000                 |                                                             | Dick Cheney                                                 |
| 43     | 2004                                                        | George W. Bush (sinh 1946)         | 20 tháng 1 năm 2001 – 20 tháng 1 năm 2009                        |                                                             | Cộng hòa                                                    |                      |                                                             | Dick Cheney                                                 |
| 44     |                                                             | Barack Obama (sinh 1961)           | 20 tháng 1 năm 2009 – 20 tháng 1 năm 2017                        |                                                             | Dân chủ                                                     | 2008                 |                                                             | Joe Biden                                                   |
| 44     | 2012                                                        | Barack Obama (sinh 1961)           | 20 tháng 1 năm 2009 – 20 tháng 1 năm 2017                        |                                                             | Dân chủ                                                     |                      |                                                             | Joe Biden                                                   |
| 45     |                                                             | Donald Trump (sinh 1946)           | 20 tháng 1 năm 2017 – 20 tháng 1 năm 2021                        |                                                             | Cộng hoà                                                    | 2016                 |                                                             | Mike Pence                                                  |
| 46     |                                                             | Joe Biden (sinh 1942)              | 20 tháng 1 năm 2021 – 20 tháng 1 năm 2025                        |                                                             | Dân chủ                                                     | 2020                 |                                                             | Kamala Harris                                               |
| 47     |                                                             | Donald Trump (sinh 1946)           | 20 tháng 1 năm 2025 – Đương nhiệm                                |                                                             | Cộng hoà                                                    | 2024                 |                                                             | JD Vance                                                    |

## Các cựu Tổng thống còn sống
Tính đến 1 tháng 8 năm 2025, có 4 cựu Tổng thống còn sống. Cựu Tổng thống còn sống cao tuổi nhất là Joe Biden, trẻ tuổi nhất là Barack Obama và cựu Tổng thống qua đời gần đây nhất là Jimmy Carter vào ngày 29 tháng 12 năm 2024 ở tuổi 100. Dưới đây là danh sách các cựu Tổng thống còn sống được xếp theo thứ tự nhiệm kỳ:
| Tổng thống     | Hình ảnh | Nhiệm kỳ  | Tuổi              |
| -------------- | -------- | --------- | ----------------- |
| Bill Clinton   |          | 1993–2001 | 19 tháng 8, 1946  |
| George W. Bush |          | 2001–2009 | 6 tháng 7, 1946   |
| Barack Obama   |          | 2009–2017 | 4 tháng 8, 1961   |
| Joe Biden      |          | 2021–2025 | 20 tháng 11, 1942 |